# Astragalus captiosus
Astragalus captiosus es una especie de planta del género Astragalus, de la familia de las leguminosas, orden Fabales.
Fue descrita científicamente por A. Boriss.